# 岩上篤史
岩上 篤史（いわかみ あつし、1981年2月12日 - ）は、日本のラグビー選手。2016年現在クボタスピアーズのチーム統括を務めている。

## プロフィール
- 栃木県出身。
- ポジションはフランカー(FL)。
- 現役時代のサイズは身長 178cm、体重 94kg。
- 関東代表に選ばれたことがある[1]。

## 略歴
1999年、國學院大学栃木高校卒業後、明治大学に入学する。
2002年、大学4年時に明治大学ラグビー部のFWリーダーを務めた。
2003年、大学卒業後、クボタスピアーズに加入。同年9月14日に行われたトップリーグ第1節の福岡サニックス戦にて先発出場し、公式戦初出場を果たす。
2011年、クボタスピアーズを退団した。